# Chris Matthews

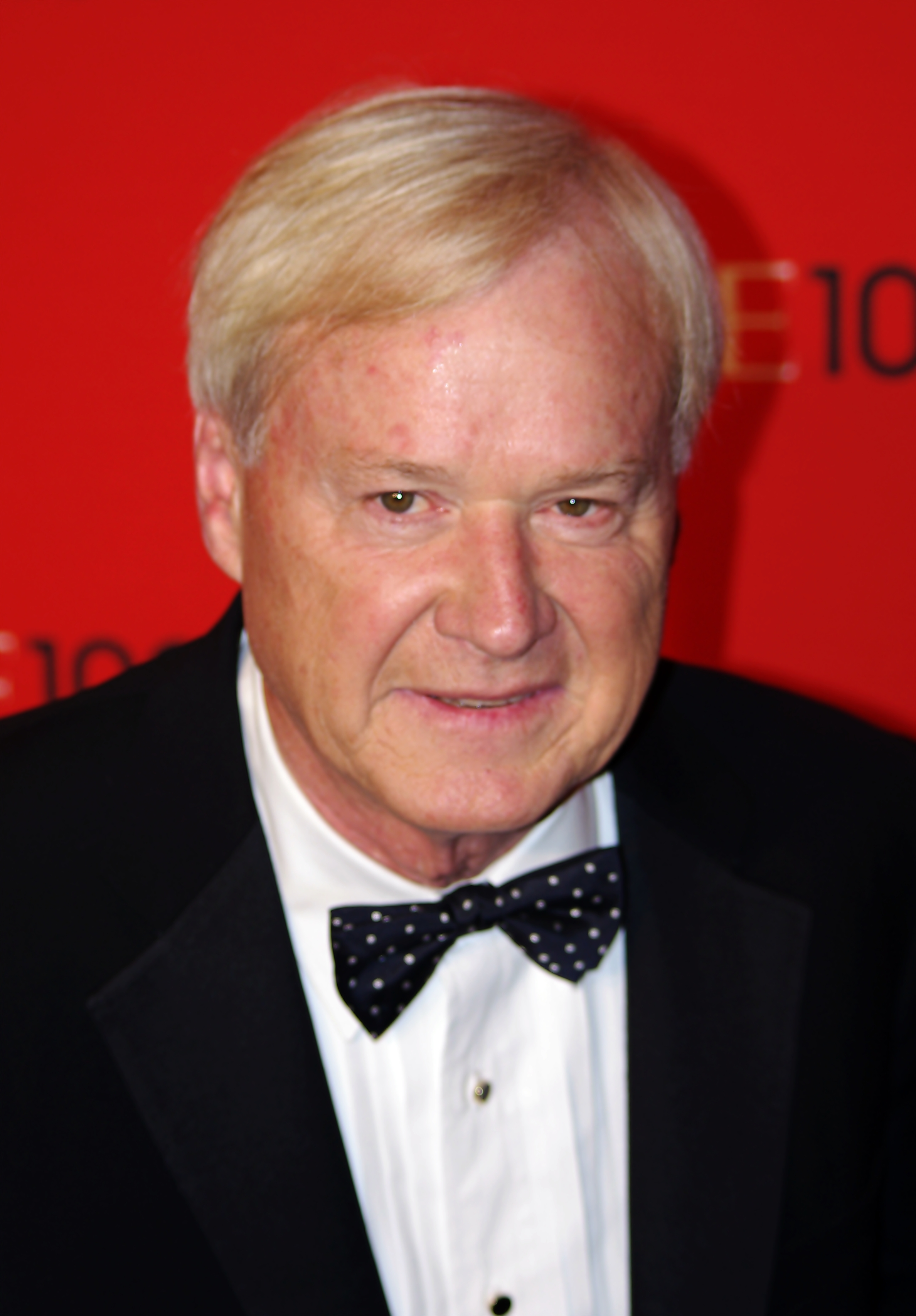
Chris Matthews (2011)

Christopher „Chris“ Matthews (* 17. Dezember 1945 in Philadelphia, Pennsylvania) ist ein US-amerikanischer Fernsehmoderator. Er ist vor allem bekannt als politischer Kommentator in verschiedenen amerikanischen Abendnachrichtensendungen sowie als Gastgeber diverser politischer Talkshow-Formate (Hardball with Chris Matthews, The Chris Matthews Show). Am 2. März 2020 verkündete er zu Beginn der Sendung, diese Ausgabe von Hardball sei seine letzte, er gehe in Rente; für den Rest der Folge übernahm Steve Kornacki die Moderation.

## Leben
Matthews wurde 1945 als Sohn einer römisch-katholischen Familie irischer Abstammung in Philadelphia geboren. Er besuchte die La Salle College High School, später das College of the Holy Cross. 1967 legte er seine Abschlussarbeit in Volkswirtschaft an der University of North Carolina in Chapel Hill vor. Danach gehörte er von 1968 bis 1970 als Alternative zum Militärdienst dem amerikanischen Friedenscorps in Swasiland als Entwicklungshelfer an. Namentlich fungierte er als Berater in Handelsfragen.
1964 unterstützte Matthews noch den republikanischen Präsidentschaftsbewerber Barry Goldwater. Unter dem Eindruck der Anti-Vietnamkriegskampagne des Demokraten Eugene McCarthy wandelte er sich Ende der 60er Jahre zu einem Anhänger der Demokratischen Partei.
In den frühen 1970er Jahren kam Matthews nach Washington, D.C., wo er zunächst der Wachmannschaft des Kapitols (Capitol Police) angehörte. Im Anschluss daran arbeitete er zunächst für einige demokratische Mitglieder des Repräsentantenhauses, um schließlich fünf Jahre lang den Stäben der demokratischen Senatoren Frank Moss und Edmund Muskie anzugehören. Matthews’ eigene Kandidatur für das Repräsentantenhaus 1974 scheiterte. Er unterlag bei den demokratischen Vorwahlen um die Kongressnominierung im vierten Wahlbezirk von Pennsylvania dem Gegenkandidaten Joshua Eilberg und erhielt nur 23 % der abgegebenen Stimmen. Von 1976 bis 1980 war Matthews Redenschreiber für den damaligen US-Präsidenten Jimmy Carter. In den 1980er Jahren war Matthews sechs Jahre lang im Stab des Vorsitzenden des Repräsentantenhauses, Tip O’Neill, tätig.
1987 begann Matthews als Journalist zu arbeiten. In den folgenden 13 Jahren leitete er das Büro der Tageszeitung San Francisco Examiner. Danach steuerte er noch zwei Jahre lang Kolumnen für den San Francisco Chronicle bei. 1997 erhielt Matthews seine eigene Talk-Show Hardball with Chris Matthews, die ursprünglich von CNBC ausgestrahlt wurde, später jedoch im Programm des Nachrichtensenders MSNBC war. Bereits der Name der Sendung – der so viel bedeutet, wie dass der Moderator „harte Bandagen“ beim Umgang und in der Befragung mit seinen politischen Gästen anlegt – verweist auf ihr Konzept, bedeutenden Figuren des politischen Lebens (insbesondere Journalisten und andere Meinungsmacher) auf den Zahn zu fühlen. 2002 erhielt er mit der Talk-Sendung The Chris Matthews Show ein weiteres Sendeformat zu seiner Verfügung gestellt.
Matthews, dessen Jahreseinkommen auf fünf Millionen US-Dollar geschätzt wird, gilt seit Mitte der 1990er Jahre als eine der populärsten und meistbeachteten Figuren der amerikanischen Nachrichtenlandschaft. Von konservativen Kreisen wird Matthews immer wieder mit dem Vorwurf konfrontiert, dass er zu wenig Distanz zur Demokratischen Partei besäße und in seinen Sendungen eine deutliche Tendenz für die Positionen und die Politik der Demokraten erkennen lasse. Matthews selbst hat demgegenüber verschiedentlich betont, dass er sich eher als gemäßigten Konservativen betrachten würde. Als Beleg für diese Selbsteinschätzung hat er beispielsweise darauf verwiesen, dass er bei den US-Präsidentschaftswahlen im Jahr 2000 für den Republikaner George W. Bush gestimmt habe.
Nach dem Amtsantritt der Regierung Bush im Frühjahr 2001 entwickelte sich Matthews indessen binnen kurzer Zeit zu einem der prominentesten Kritiker der republikanischen Administration. 2002/2003 sprach er sich nachdrücklich gegen einen neuerlichen Krieg im Irak aus; in späteren Jahren warf er der Bush-Regierung vor, sie habe sich „krimineller Handlungen“ schuldig gemacht (caught in acts of criminality).

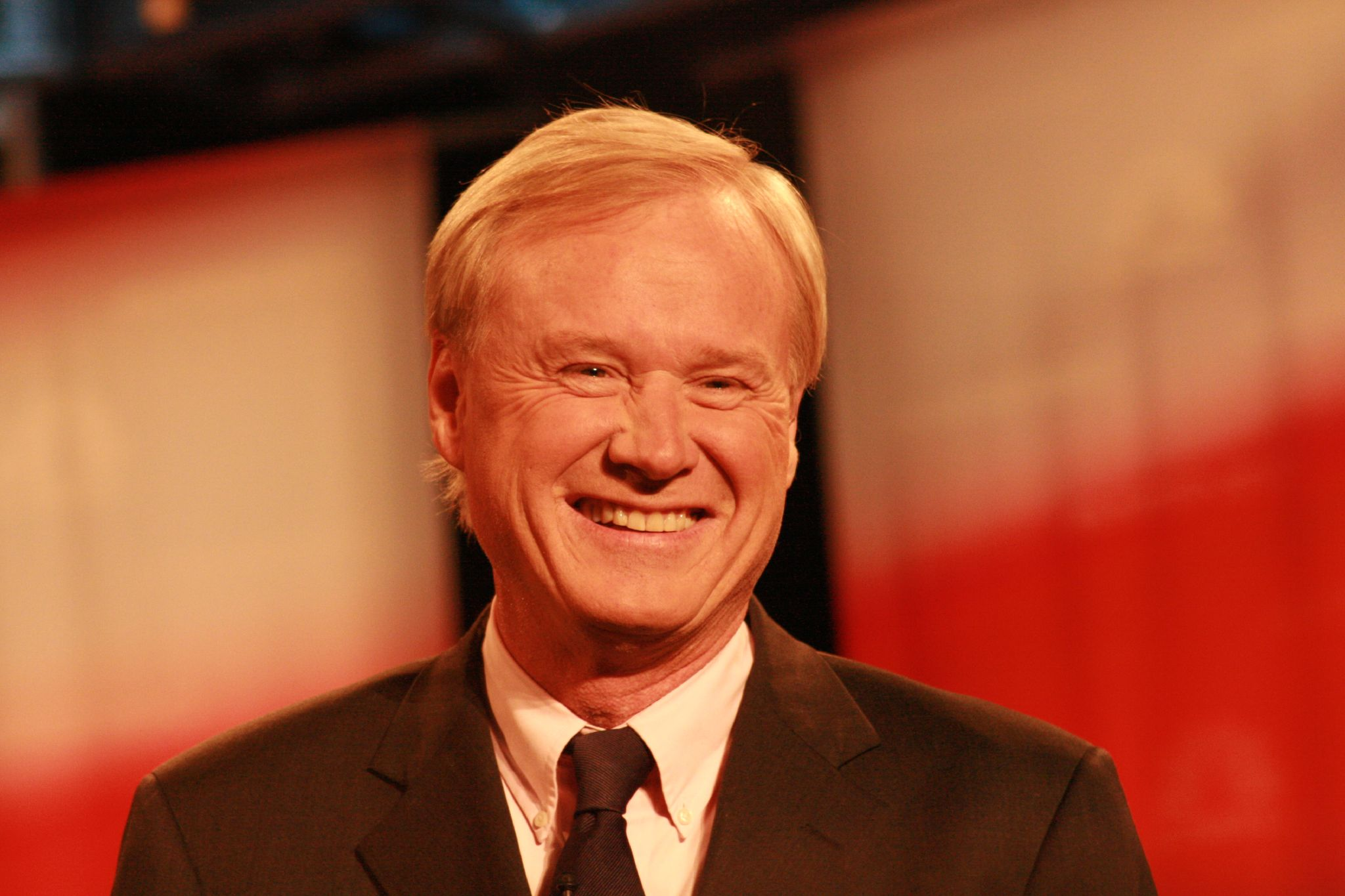
Chris Matthews (2007)

Im Vorwahlkampf um die Nominierung für die demokratische Präsidentschaftskandidatur 2008 sprach sich Matthews seit 2007 für Barack Obama aus. In den demokratischen Vorwahlen fiel Matthews wegen seiner skeptischen Haltung gegenüber Obamas Konkurrentin Hillary Clinton auf, was ihm den Vorwurf des Sexismus einbrachte. Nach Obamas Sieg im Wettstreit um die demokratische Nominierung hat Matthews sich wiederholt für ihn als den geeignetsten Mann für Präsidentenamt ausgesprochen. So lobte er den Demokraten in fast hymnischen Tönen, indem er sein Auftreten auf der politischen Bühne in heilsgeschichtlichen Worten beschrieb: „Obama comes around, and this is the new testament.“

## Familie
Matthews ist mit Kathleen Matthews verheiratet, die früher die Nachrichtensendung News 7 auf WJLA-TV moderierte und gegenwärtig als Vizepräsidentin des Senders ABC amtiert. Aus der Ehe sind drei Kinder hervorgegangen: Michael, Thomas und Caroline.
2002 wurde Matthews wegen einer Malariaerkrankung behandelt.

## Schriften
- Hardball. How Politics is Played
- Kennedy and Nixon. The Rivalry that Shaped Postwar America
- Now Let Me Tell You What I Really Think
- American. Beyond Our Grandest Notions
- Life's a Campaign. What Politics Has Taught Me About Friendship, Rivalry, Reputation, and Success, 2007.
- Jack Kennedy: Elusive Hero, 2011.
- Bobby Kennedy: A Raging Spirit. Simon & Schuster, New York 2017, ISBN 978-1-5011-1188-4.